# Periquito
Periquito is een gemeente in de Braziliaanse deelstaat Minas Gerais. De gemeente telt 7.161 inwoners (schatting 2009).

## Aangrenzende gemeenten
De gemeente grenst aan Açucena, Belo Oriente, Governador Valadares, Ipatinga en Naque.